# Martinmiguelia
Martinmiguelia — вимерлий рід Notoungulate, що належить до родини Leontiniidae. Він жив у середньому еоцені, а його викопні останки були знайдені в Південній Америці.

## Опис
Ця тварина відома лише за залишками черепа та нижньої щелепи, і вона, ймовірно, мала схожість із більш пізніми та більш відомими леонтиніїдами, такими як Scarrittia. Він був меншого розміру, ніж ті похідні роди, приблизно розміром з вівцю. Мартінмігелія характеризувалася архаїчною зубною формулою з повним зубним рядом (три різці, одне ікло, чотири премоляри та три моляри) та квазі-відсутністю діастеми, за винятком невеликих проміжків навколо невеликих іклів. Моляри та премоляри мали низьку коронку (брахідонт), примітивний стан леонтинід. Верхні різці були іклоподібними і мали губні пояси, а другий верхній різець був більшим за інші.

## Класифікація
Martinmiguelia fernandezi була вперше описана в 1995 році на основі скам'янілостей, знайдених у формації Каса-Гранде в провінції Жужуй в Аргентині, на місцевості, що датується Мустерсаном (середній еоцен). Martinmiguelia вважається одним із найдавніших і найбазальніших представників родини Leontiniidae, групи важких токсодонтів з масивною статурою. Він був пов'язаний з еоценовим родом Coquenia та з олігоценовим родом Elmerriggsia.